# Leopoldamys milleti
Leopoldamys milleti är en gnagare i familjen råttdjur som förekommer i Vietnam.
Arten når en kroppslängd (huvud och bål) av 22,5 till 28 cm, en svanslängd av 26 till 34 cm och en vikt av 350 till 500 g. Jämförd med Leopoldamys edwardsi är ovansidans päls mörkare gråbrun och liksom hos denna art förekommer en tydlig gräns mot den vita undersidan. Svansen har vanligen ingen ljusare undersida. Skillnader mot andra släktmedlemmar finns även i kraniets konstruktion och i de genetiska egenskaperna.
Utbredningsområdet ligger i höglandet Langbian i södra Vietnam. Habitatet utgörs av skogar som kan vara återskapade. Regionen ligger cirka 1500 meter över havet.
Leopoldamys milleti letar på natten efter föda som utgörs av växtdelar och smådjur.
För beståndet är inga hot kända. IUCN listar arten som livskraftig (LC).